# Potencjał jonowy
Potencjał jonowy (potencjał jonowy Cartledge’a) – stosunek ładunku kationu do jego promienia.
Potencjał jonowy jest miarą gęstości ładunku na powierzchni jonów.
Im większa wartość tego potencjału, tym silniej jon przyciąga elektrostatycznie jony o przeciwnym ładunku elektrycznym i tym silniej odpycha jony o takim samym znaku ładunku.